# Barra da Estiva

Barra de Estiva.

Barra de Estiva es un municipio brasileño ubicado en la Chapada Diamantina. Tiene una población estimada de 20.767 para el año 2012.